# A咖的路
《A咖的路》（英語：Rock N' Road）。2014年TVBS歡樂台第三部原創概念劇，由吳慷仁、夏于喬、李政穎、雷瑟琳主演，而戲劇完畢後，播出《A咖人生》，是以拍劇過程的漏網鏡頭或片花為主。2014年2月7日開拍，2014年6月19日殺青。2014年3月16日於華視週日十點檔時段播出，TVBS歡樂台於2014年3月22日播出。本劇創華視週日偶像劇兩年來收視新高。而海外版權已賣到日本、中國大陸、越南、柬埔寨、新加坡、香港、北美、紐澳等地。

## 播出時間
以下時間以當地時間（台灣時間）為準

### 首播
| 頻道                 | 所在地                                                  | 播映日期       | 播出時間                       |
| -------------------- | ------------------------------------------------------- | -------------- | ------------------------------ |
| 華視主頻、華視HD頻道 | 臺灣                                                    | 2014年3月16日  | 每週日 22:00-23:30             |
| TVBS歡樂台           | 臺灣                                                    | 2014年3月22日  | 每週六 21:00-22:30             |
| Asia Dramatic TV     | 日本                                                    | 2015年11月24日 | 每週二 18:00-19:02（日本時間） |
| 華語劇台             | 香港                                                    | 2016年10月16日 | 每週日 13:00-14:30             |
| TVBS-Asia            | 香港 · 澳門 · 菲律賓 · 新加坡 · 马来西亚 · 印度尼西亞 · | 2023年9月21日  | 每週一至週五 20:00 - 21:00     |

### 重播
| 頻道                 | 所在地 | 播映日期                   | 播出時間           |
| -------------------- | ------ | -------------------------- | ------------------ |
| 華視主頻、華視HD頻道 | 臺灣   | 2014年3月23日 （至6月1日） | 每週日 13:00-14:30 |
| TVBS歡樂台           | 臺灣   | 2014年3月23日              | 每週日 13:00-14:30 |
| 華語劇台             | 香港   | 2016年10月16日             | 每週日 16:30-18:00 |
| 華語劇台             | 香港   | 2016年10月16日             | 每週日 20:00-21:30 |
| 華語劇台             | 香港   | 2016年10月16日             | 每週日 23:30-01:00 |

## 演員陣容

### 主要角色
| 演員                          | 角色   | 介紹 | 登場集數 |
| 吳慷仁 （樂團時期配唱：阿信） | 周書宇 | 在穩贏樂團時期為第二主唱兼吉他手和副團長（第12集），後來成為知名音樂製作人也是BS娛樂集團總監，曾與佳欣曾經是一對情侶、對音樂原創精神和簡單的娛樂初衷為堅持。母親為已故資深台語歌手白慧蘭，由於母親本姓為周而隨母姓，在他小時候因為癌症而過世。與林維真一樣，也是沒有爸爸的小孩，被爺爺帶大。從小對蝦子過敏，是個足球選手，也會打鼓。因為偷聽到徐立達媽媽的財務問題，把利息匯到她的戶口。與最好的兄弟立達吵架吵到分裂。之後兩度產生昏眩症狀。因抱怨自己變成BS的傀儡，而發了一份電郵給全體員工，下定決心離職BS，自立門戶。後來得知林維真就是那年跨年晚會的溫泉小天后，才答應為她寫歌。因為羨慕王牧群和廖巧如可以公然牽手，而不受媒體騷擾，所以向楊佳欣求婚，和邀請合約快期滿的她到他的工作室，成為旗下藝人。隨後王牧群評估了周書宇的財政狀況時，告訴他由於投資失利，加上錄音器材因為水災而被報廢，令他負債累累，差點被逼宣告破產，而成為街頭歌手。求婚失敗後，與林維真到溫泉鄉散心。當林維真在《一鳴驚人》被奚落時，他衝上台在節目上正式宣布將栽培林維真為下一位天后，令他和徐立達的關係更加惡化。大學時期曾經是調酒師，以“Angel Kiss”成功與楊佳欣搭訕，之後卻是以這杯為她最後調製的雞尾酒。不肯放棄打造林維真，與楊佳欣正式決裂。之後幫林維真錄製翻唱《快樂快了》，並以小規模巡迴賣唱會來博取銷量。在賣唱會第二天，因為只有他會台語歌，所以為點唱的爺爺清唱台語歌，為林維真暖場，後來更答應親林維真一下，成功賣出50張專輯。並與林維真、賴千芮和馬丁尼成立“A咖四人組”，但在第三晚被黑幫砸場，與馬丁尼被毆打而受傷。當林維真到台中獻唱，被前粉絲罵，更被她砸壞所有他製作過的作品。林維真放棄逃跑時，用為她創作的第二首歌曲說服她舉辦告別演唱會。在馬國賢的節目裡，追逃出攝影棚的林維真，向她告白後正式成為情侶。也因為告白直播刺激唱片銷量，而完成銷售量破50002張的任務。林維真與BS娛樂的合約解決後，倆人共同投入Power Music旗下。為了林維真的演藝生涯，編制自己只是炒作而非真心的謊言，要和林維真分手。之後在他要到紐約深造音樂前，被林維真搶下護照和登記證，繼而跑到女洗手間，讓他差點無法成行，最後因為林維真寫的小紙條，決定不登機。跟她擁吻，重新成為情侶。因為跳水勇救溺水的林維真，造成耳內受損，被診斷罹患神經性耳鳴。左耳失去聽覺，右耳僅剩50%聽力，影響其創作歌曲能力，甚至連為林維真編曲的舞蹈音樂被調包也毫不知情，令林維真喪失表演機會。最後因為聽覺受損，只能成為評審，正式淡出音樂創作。 | 全劇     |
| 夏于喬                        | 林維真 | 溫泉鄉人，曾經是知名童星，與千芮拍過廣告，性格純真，因長大而喪失明星光環，人生跌入谷底，父親是已故作曲人。曾误以为BS要告她是场误会，她直接登门拜访想寻求解释，却遭到书宇直接呛骂。拒絕偶像楊佳欣八十萬台幣作為封口費後，進入BS娛樂集團當助理。隨後被楊佳欣頂替為偷拍女主角，因此捲入偷拍風波。為了避難，到書宇家暫住。偷拍風波後，被房東趕走，為了不把周書宇和楊佳欣同居戀情曝光，楊佳欣答應讓她留下。為回應和支持書宇的電郵時也錯手複製給全體員工。後來跟書宇一起離開了BS公司，成為周書宇的助手。也得知周書宇就是那年跨年晚會的樂隊團員。後來因為誤打誤撞，成為賴千芮的B-Box歌手，明白賴千芮就是另一個「豆奶小公主」，與她相認。在《一鳴驚人》節目被迫與楊佳欣PK，原本徐立達與製作單位是想藉此羞辱她，但她的自彈自唱意外得到好評。後被徐立達與製作單位聯手惡整遭到現場觀眾恥笑。因為徐立達沒有批准她在BS公司辭職，粉絲團，林維真的網絡頻道和街頭表演影片一律被刪除。當巡迴賣唱會第一天失敗後，親自教導周書宇彈揚琴。在賣唱會第二天被周書宇親後，與另一觀眾合唱。當一個月的限期快到，因為銷售量不如預期，她宣布放棄，可是在周書宇鼓勵下，在台北舉辦“告別演唱會”。在馬國賢的節目裡，她為了不讓周書宇受屈辱而逃出攝影棚，被周書宇告白後正式成為情侶，也因為告白直播刺激唱片銷量，而完成銷售量破50002張的任務。後來為了光明正大和周書宇交往，及證明自身實力，爭取BEAST運動飲料代言人，重新練習生疏的滾輪溜冰，後來因為關關有朋友在廣告公司工作，所以率先向她宣布她成功爭取代言。但後來因為楊佳欣知名度比較高，被她搶下。之後林維真重新成為該運動飲料代言人時，要挑戰10米高台跳水，不諳水性的她雖然跳水成功，但因後來右腿抽筋，無法游回池邊而溺水，被周書宇救起。意外爭取到演出音樂電影和歌舞劇機會，赴美發展。兩年後成為國際明星回到台灣，成為Power Music和BS公司聯合海選的客座評審。其後卻沒有跟 Aaron回美國，而是回到朝天宮與五缺一的穩贏樂團成為2016年跨年表演嘉賓，也成為當天主唱，並透露與周書宇已訂婚，而跟Aaron親吻是借用周書宇以大拇指借位方法，沒有直接親下。 | 全劇     |
| 李政穎                        | 徐立達 | 穩贏樂團時期為Bass手和團長，現為BS娛樂集團副總監和楊佳欣的和音歌手，暗戀楊佳欣，曾被周書宇偷聽到徐媽媽跟三叔欠下大筆債務，加上覺得在BS沒有自主權，因此才想被富商挖角，成為業務總經理及總監。並投下決定性一票，讓周書宇喪失和自己成為楊佳欣新專輯製作人工作，令他們正式決裂，之後為楊佳欣爭取三年合約，但含有對周書宇的“禁愛令”和“合作封殺令”，而在新專輯發行前，爭取廣告代言，而增加楊佳欣在亞洲的曝光率。 之後串聯《一鳴驚人》主持人和製作單位為難林維真，更以法律途徑表明林維真當時同意成為楊佳欣助理的條件是一份三年工作約，但沒有發片和音樂表演的機會，所以想告林維真毀約，令他和周書宇的關係更加惡化。後來跟楊佳欣到溫泉鄉拍MV時碰到李美女，但被她誤認為助理，買下3張CD，及後炒作新聞，反而被賴篤成警告。後來因為不屑周書宇對待楊佳欣的方式，以及嫉妒楊佳欣對周書宇的愛，跟王牧群和周書宇喝酒後正式絕交，變得孤僻。在楊佳欣自殺未遂及周書宇耳朵受傷後，逐漸覺悟。與周書宇和解，重拾兄弟情誼。與楊佳欣最終成為情侶。 | 全劇     |
| 雷瑟琳 （配唱：家家）         | 楊佳欣 | 曾經是穩贏樂團時期的主唱，現為BS娛樂集團力捧的天后，並與書宇是一對情侶。因為想往创作型歌手之路迈进，却得不到书宇的支持，情急之下使用了维真父亲的曲子，捲入剽竊風雲。後來為了徹底封住林維真的口，除了自付八十萬台幣作為版權稅，條件被林維真拒絕後，把她僱用成為助理。之後被記者追問時否認為偷拍的女主角，令林維真捲入偷拍風波。後來徐立達為楊佳欣爭取三年合約，但含有對周書宇的“禁愛令”和“合作封殺令”，而拒絕周書宇的求婚，之後跟立達懺悔。原本配合導演組把廣告服裝改成婚紗，但在手機看到周書宇和林維真告白和親吻，怒摔關關買給她的咖啡，拒絕錄影。 後來假裝與周書宇和好，把他家的鑰匙還給他，其實是為狗仔隊拍下最後的擁抱，而騷擾周書宇和林維真。因為在洗手間跟林維真對話時，承認對飲料不了解和不支持，而對話內容被偷拍，令BEAST 平版廣告拍攝停止，被廠商批楊佳欣損害商譽，所以代言人重歸林維真。她看到林維真和周書宇在機場熱吻的外流影片，受到刺激服用安眠藥自殺未遂。知道這麼做也挽不回周書宇的心後，對周書宇徹底死心。接受徐立達的愛與他成為情侶。也因為身在香港，錯過2016年跨年。 | 全劇     |

### 其他角色
| 演員          | 角色               | 介紹 | 登場集數                                      |
| 古欣玉 (瑪靡) | 賴千芮             | 英文名 Renée，葛仲明的女兒。從英國讀書而回流。林維真的朋友，Power Music旗下的唱作歌手，被稱秘密武器。與林維真因誤打誤撞，因緣際會下在錄音室認識，曾經也是童星，與林維真拍過豆奶廣告，跟林維真一樣是豆奶小天后冠軍，但是晚一屆，所以自稱“豆奶小學妹”。之後正式和林維真“相認”，稱她為學姐和偶像，外號“愛哭鬼”，因為不屑周書宇令林維真變得沒有自信，所以幫她為《一鳴驚人》通告重新打扮和練唱。及後更幫她宣傳單曲，成為“A咖四人組”吉他手，但在第三天被葛老抓包。在第三星期，因為她與馬丁尼的吵架被林維真偷聽，令林維真萌生退意。當林維真成功把唱片銷售量達50002張後，為林維真和周書宇替葛老談判。及後幫助林維真成功爭取動飲料代言人和演員合約。最後與父親吵架離家出走，並正式向林維真告別。 | 第7集～第15集                                 |
| 王寶第        | IVY                | Power Music旗下女藝人，楊佳欣的對手。 | 第5集(報章裡) 第6集～第7集 第12集             |
| 世旻          | 王牧群             | 穩贏樂團鼓手、是廖巧如的男朋友（及後為未婚夫和丈夫）。知道周書宇離開BS的事，怕樂團正式解散，現在是會計師，當他評估周書宇的財政狀況時，告訴他負資產，但跟廖巧如願意借錢給他，令周書宇避免被逼宣告破產。之後當周書宇和林維真認定戀情後，他與廖巧如宣布婚禮的消息。婚禮後想周書宇和楊立達和好，依然保存著第一張樂器的尾款單票。當時因為三位是捐血後趕到籃球場，把尾款遞給運貨工人，樂團練習後昏倒。但為了過安穩的生活，和廖巧如成為第一批離隊的團員。 | 第1集、第4集 第7集 第10集～第13集 第16集      |
| 楊晴          | 廖巧如             | 穩贏樂團Keyboard手、是王牧群的女朋友（及後為未婚妻和妻子）。知道周書宇離開BS的事知道周書宇和徐立達與楊佳欣決裂的事，怕樂團正式解散。現在是音樂老師。後來當周書宇和林維真認定戀情後，她與王牧群宣布婚禮的消息。 | 第1集、第4集 第7集 第11集～第12集 第16集      |
| 金士傑        | 葛仲明             | 葛老，Power Music董事長，是第一位想把周書宇挖角的商人。因新簽約的旗下歌手IVY 在演唱會從升降舞台摔下送院，令林維真偷拍風雲結束。 之後把IVY 的新專輯送給賴篤成伉儷，名為《白蕙蘭》。後來知道千芮幫助林維真集周書宇，隨後攔下了千芮和馬丁尼，但經千芮勸說下，只好默默支持周書宇。也幫林維真給賴篤成支付違約金，然後經過千芮的遊說，加上澄清其父女關係，而成功把林維真和周書宇簽約到Power Music。之後發現林維真知道白蕙蘭是周書宇的媽媽，但跟她澄清當初是賴篤成拋棄她，但不知道她有把周書宇生下。 | 第1集、第6集 第10集、第12集 第14集～第16集    |
| 王琄          | 李美女             | 林維真的媽媽、溫泉旅館經理，對偶像白蕙蘭已故的消息一直全不知情。在發現以後借酒澆愁。後來為了償還維真的違約金，不惜變賣旅館土地，爭執下把地契撕破。之後幫林維真販賣單曲CD，但剛好碰到徐立達和楊佳欣，但成功讓他們買下三張唱片，誤以為徐立達是助理，才無意把周書宇是白蕙蘭的兒子的秘密洩露給他。 | 第1集～第4集 第8集～第11集                    |
| 林予晞        | 關關               | 周書宇的前助理、楊佳欣的助理、BS娛樂公司員工。盡責上進認真負責的好助理。在周書宇決定離開BS時，因經理為所有員工調升薪水，而關關的家境狀況不允許他失去這份薪水，無法跟著周書宇離開BS。在公司慶祝總監離職時，只有他為了總監的離去而難過哭泣。之後秘密為林維真加油打氣，也檢舉了阿松和阿修的留言。 | 第1集～第9集 第11集～第16集                   |
| 紀竣崴        | 阿松               | BS海選評審之一、BS娛樂公司員工 | 第1集～第6集 第8集～第9集 第11集              |
| 馬念先        | 馬丁尼             | 林維真和周書宇的友人，酒吧老闆，喜歡維真、曾播放林爸爸的曲和維真的哼唱，令楊佳欣和林維真正式捲入剽竊風雲，與林維真是同鄉，維真被趕走後，讓她到酒吧地下室暫住，自稱是林維真的經紀人。為了實現林維真的夢想，與周書宇、林維真和賴千芮組成“A咖4人組”，擔任第二主持兼貝斯手、主持和司機，在第三天早上忘記加油，在買油的途中被葛老攔下，當晚被惡霸打傷。後來因為周書宇跟林維真告白，令他徹底對林維真心死。 | 第1集～第2集 第7集～第11集 第13集～第16集     |
| 張佩華        | 賴篤成             | 英文名Rhett，BS娛樂集團董事長。不甘周書宇離去可能會加入葛老的公司這件事，曾說「我不要的葛老也別想拿去。」，與葛老是天敵，因為葛老曾經成功讓白蕙蘭挖角。之後被葛老把林維真的違約金支付。後來斥責徐立達，因為楊佳欣的代言和商演在BEAST商譽被她毀掉，而怪他管理不足，更要支付龐大違約金，後來為徹查白蕙蘭和周書宇的關係，周書宇被撞後，更要挾林維真透露其資料，才會送他到醫院。周書宇生父。 | 第6集、第10集 第12集 第14集～第16集           |
| 葛蕾          | 鄭淑華             | BS娛樂公司副董事長兼總經理、賴篤成的妻子，大陸人。因為不滿意楊佳欣的專輯一再延後，和對手新人IVY成為娛樂版新頭條人物，決定發起投票，令周書宇喪失楊佳欣成為新專輯的製作人工作，更不允許讓他成為楊佳欣的專屬製作人。與葛仲明、白蕙蘭在過去似乎有些糾葛。後來林維真和周書宇再次登上娛樂新聞頭版，讓她非常憤怒，向徐立達責罵。之後為了懲罰周書宇，要他罰站二十分鐘，及後為了要他不能交換林維真，以一個月的限期，要自力為林維真打造新單曲（翻唱版《快樂快了》）， 而銷量不能少於50,000張（楊佳欣最差一張唱片的銷量，但當時依然在唱片排行榜排第三。），不然，林維真必須履行BS合約。 | 第2集 第5集～第6集 第8集～第9集               |
| 嚴浩          | 阿修               | BS海選評審之一、BS娛樂公司員工，曾把林維真打扮成瑪麗蓮夢露的造型，來間接不讓舞蹈不好的她當楊佳欣的伴舞，也是第一位贊成令周書宇喪失楊佳欣成為新專輯的製作人工作，更公然挑戰周書宇。 | 第1集～第8集 第11集                           |
| 吳思顏        | 阿Ann              | 李姓；八年前是當紅的歌手，因為周書宇想為她找到她媽媽，卻把秘密洩露給媒體，更被挖掘她在酒店當舞女的過去，因承受不了被出賣而跳樓身亡。 | 第3集（回憶）                                 |
| 夏克立        | 梅大鐸             | 堪稱來自外國的媒體巨亨，想在台灣成立跨國公司，跟前三大音樂公司合作，但合作計劃沒有包括徐立達，因為除非周書宇能夠加入成為製作人，徐立達才能成為行政總經理（CEO）。也因為周書宇認為他看不起徐立達，令談判破裂。之後贊助並投資跨國音樂電影。 | 第3集（只在新聞報導影片中出現）～第4集 第15集 |
| 鍾欣怡        | 白蕙蘭（年輕時期） | 本名周曉蘭，為已故資深的台語歌手，周書宇之母，林媽媽、葛老等人的偶像。她去世時林維真還沒出生。以前是溫泉旅館常客。在第十三集，被葛老透露她因為愛情而放棄事業，成為賣唱歌手，而喪失成為A咖天后的機會。 | 第13集（回憶裡）                              |
| 古理德        | 小時候的周書宇     | 跟著白蕙蘭賣唱。 | 第13集（回憶裡）                              |
|               | 廣告公司公關       | 對林維真和賴千芮說代言活動取消。 | 第13集                                        |
|               | BEAST運動飲品經理  | 對林維真和賴千芮解釋楊佳欣得到代言的原因，但也因為楊佳欣在洗手間講出有損商譽的話，告她毀約，終止合作。 | 第13集、第14集                                |

### 客串角色
| 演員     | 角色              | 介紹 | 登場集數                            |
| 李玟     | 李玟              | 出現在介紹周書宇MV裡的推薦人。 | 第1集                               |
| 丁噹     | 丁噹              | 出現在介紹周書宇MV裡的推薦人 | 第1、11集                           |
| 嚴爵     | 嚴爵              | 出現在介紹周書宇MV裡的推薦人 | 第1集                               |
| 羅時豐   | 計程車司機        | 載著小時候的維真與媽媽趕場的計程車司機, 正巧在10年後也載著書宇趕場 | 第1、16集                           |
| 蔡明修   | 總幹事            | 2006雲林縣溫泉鄉跨年聯歡晚會主辦負責人 | 第1集                               |
| 馬國賢   | 馬國賢            | TVBS電視台“賢話好說”主持人，在第一集訪問周書宇。在第十一集在節目成為為林維真巡演的最終站，但製作人定要追討上一次被親的羞辱，要他跟十位宅男舌吻，每親一位，馬國賢會自買一百張，但林維真對如此委屈行為看不過眼，揚言罷錄而暴走攝影棚。                     | 第1、11集                           |
| 劉香君   | 老闆娘            | 瓦斯行老闆娘，維真叫他學姊，與林媽媽是鄰居。在第八集送林媽媽IVY的《白蕙蘭》專輯，令周書宇臉色大變。 | 第2、8～9集                         |
| 張子妍   | 小維真            | 國中時候的林維真 | 第1、6集（相片裡）、第8集（海報上） |
| 洪敬堯   | 音樂總監洪敬堯    | 出現在介紹周書宇MV裡的推薦人，是葛老的製作人。在第七集，因為助理失誤，讓林維真成為千芮的和音歌手團。在第13集，被周書宇請求讓林維真拜他為師，更想他成為她的音樂製作人。在第十五集，為林維真的音樂電影試鏡擔任編曲人，替代周書宇，也不接受周書宇的Demo帶。 | 第1、7、13、15集                    |
| 唐立淇   | 唐立淇            | 占卜老師 |                                     |
| 王中平   | 林育良            | 林維真的爸爸、已故，是溫泉酒店創辦人，是楊佳欣在第一集創作歌曲的原作曲者，也是對林媽媽的定情曲。 | 出現在照片裡、對話裡                |
| 曾若涵   | 小女孩            | 嘲笑林維真打扮的小女孩，弄髒衣服後躲在角落哭泣，看了林維真的表演，當了唯一的觀眾 | 5                                   |
| 廖梨伶   | 房東太太          | 林維真的房東，生性八卦，看不起林維真，在第五集趕維真出門。 | 3                                   |
| 劉思銘   | BS主管            | 在周書宇發表離職感言從辦公室探頭吃香蕉的主管。由TVBS總監客串演出。 | 6                                   |
| 韓俊熙   | 選秀會工作人員    | 工作人員 | 第5集                               |
| 楊佳穎   | 楊佳穎            | BS集團員工 | 第6集                               |
|          | 阿比              | 葛老的公司的工作人員，洪敬堯的助理。因為B-Box歌手林小潔遲到，而認錯同姓的林維真，所以耽誤了錄音。 | 第7集                               |
|          | 林小潔            | 千芮的B-Box歌手，但因為遲到，而阿比也認錯同姓的林維真，所以耽誤了錄音。 | 第7集                               |
| 左左     | 童年的林維真/左左 | 與千芮一起拍攝豆奶廣告，而得「豆奶小天」之稱。在《一鳴驚人》成為林維真的臨時伴舞 | 第8～9、13集                        |
| 右右     | 童年的千芮/右右   | 與林維真一起拍攝豆奶廣告，而得「豆奶小天」之稱。在《一鳴驚人》成為林維真的臨時伴舞 | 第8～9、13集                        |
| 蔣偉文   | 主持人            | 競賽節目「一鳴驚人」主持人，與徐立達串謀在節目中羞辱林維真。 | 第9集                               |
|          | 節目製作人        | 競賽節目「一鳴驚人」製作人，與徐立達串謀在節目中更改比賽規則，讓楊佳欣有選歌權，為難林維真，但反而讓她有機會唱《快樂快了》。 | 第9集                               |
| 游東翰   | 彭冠化            | 競賽節目「一鳴驚人」評審，因為林維真在比賽海選屢試屢敗，質疑林維真的才華。本人是雷瑟琳的經紀人，在幕後花絮《A咖人生》形容為不常露臉的神秘人物。 | 第9集                               |
|          | 惡霸甲            | 在天橋下不讓林維真演唱，把周書宇和馬丁尼打傷。 | 第10集                              |
|          | 惡霸乙            | 在天橋下不讓林維真演唱，把馬丁尼打傷，和把場子砸亂。 | 第10集                              |
|          | 楊經理            | 拒絕收林維真的CD | 第3集                               |
|          | 店員              | 珠寶店店員，看不起林維真，幫周書宇挑選訂婚戒指。 | 第7集                               |
|          | 老人甲            | 在老人院點台語歌翁立友《堅持》，然後以為周書宇是林維真的男朋友，而希望他們親嘴。 | 第10集                              |
|          | 老人乙            | 在老人院想與林維真合唱，然後再多購5張專輯，讓銷售量達到50張。 | 第10集                              |
|          | 粉絲              | 周書宇的第27位粉絲，雖然是周書宇忠心粉絲，但狠批林維真的歌聲，因為被周書宇責罵，而狠摔她袋裡所有周書宇的CD，但當她為看穩拿樂團的王牧群和廖巧如，也到河岸留言，跟周書宇懺悔。                                                                             | 第11集                              |
|          | 主持人            | 在河岸留言主持林維真的告別演唱會。 | 第11集                              |
| 安伯政   | 記者              | 新論報記者，跟馬國賢同一公司。 | 第11集                              |
| 莎莎     | 莎莎              | 出現在電視牆為林維真加油。 | 第11集                              |
| 簡愷樂   | 簡愷樂            | 出現在電視牆為林維真加油。 | 第11集                              |
| 家家     | 家家              | 出現在電視牆為林維真加油。 | 第11集                              |
| 浩角翔起 | 浩角翔起          | 自虧B咖天團，為林維真解圍，王牧群和廖巧如婚禮主持人。 | 第11、12集                          |
| 廖盈婷   | 主播（聲音演出）  | 戲中新聞片段過音。 |                                     |
| 范時軒   | 主持人            | BEAST 記者會和真人實景秀主持人。 | 第14集                              |
| 屈中恆   | Paul Lan          | 華裔國際大導演,因甄選新戲女主角而關注品牌運動飲亞洲區代言人。在第15集，也是歌舞電影導演，要林維真和楊佳欣反派試鏡，讓林維真借題自虧，和宣洩對楊佳欣的不滿，但竟然成功讓楊佳欣退出甄選。                                                                  | 第14、15集                          |
|          | Paul Lan的助理    | 告知每次林維真試鏡的結果。 | 第14、15集                          |
|          | 醫生              | 診斷周書宇是神經性耳鳴，後來也建議他趕快動手術。 | 第14～15集                          |
| 張勛傑   | Aaron             | 後起的音樂才子, 自願當維真的假男友幫他追回書宇。 | 第16集                              |

## 電視劇歌曲
| 曲別          | 歌名             | 演唱者 （原唱者）              | 作詞       | 作曲       |
| 片頭曲        | 你是唯一         | 五月天（阿信）                 | 長路       | 五月天石頭 |
| 片尾曲        | 快樂快了         | 夏于喬/（家家)                 | 小寒       | 蔡健雅     |
| 插曲          | 傷心的人別聽慢歌 | 五月天                         | 五月天阿信 | 五月天阿信 |
| 插曲          | 洋蔥             | 吳慷仁/五月天/丁噹（楊宗緯）   | 五月天阿信 | 五月天阿信 |
| 插曲          | 愛洗蝦米         | 旺福                           | 姚小民     | 姚小民     |
| 插曲          | 背包客           | 旺福                           | 姚小民     | 姚小民     |
| 插曲          | 小職員日記       | 旺福                           | 姚小民     | 姚小民     |
| 插曲          | 為你的寂寞唱歌   | 家家                           | 張簡君偉   | 張簡君偉   |
| 插曲          | 朋友             | 吳慷仁&夏于喬/古欣玉（周華健） | 劉志宏     | 劉思銘     |
| 插曲          | 睡衣Party        | 古欣玉&夏于喬（家家）          | 陳沒       | 嚴爵       |
| 插曲          | 巧克力           | 家家                           | 宇宙人     | 嚴爵       |
| 插曲          | 淘金歲月         | 浩角翔起                       | 浩子       | 廖偉傑     |
| 插曲          | 甩開             | 丁噹                           | 陳沒       | 陳奕勤     |
| 插曲          | 春天裡           | 丁噹                           |            |            |
| 背景音樂/插曲 | 春天裡           | 吳慷仁/夏于喬/丁噹（汪峰）     | 汪峰       | 汪峰       |
| 背景音樂      | 軋車             | 五月天                         | 阿信       | 阿信       |
| 清唱歌曲      | 堅持             | 吳慷仁（翁立友）               | 江志豐     | 江志豐     |

## 收視率
| 播出日期                                                           | 集數       | 收視率 | 收視排名 | 瞬間最高收視率 | 備註   |
| ------------------------------------------------------------------ | ---------- | ------ | -------- | -------------- | ------ |
| 2014年3月16日                                                      | 第1條路    | 0.61   | 3        |                | 首播   |
| 2014年3月23日                                                      | 第2條路    | 0.56   | 3        |                |        |
| 2014年3月30日                                                      | 第3條路    | 0.49   | 4        |                |        |
| 2014年4月6日                                                       | 第4條路    | 0.51   | 4        |                |        |
| 2014年4月13日                                                      | 第5條路    | 0.40   | 4        |                |        |
| 2014年4月20日                                                      | 第6條路    | 0.55   | 4        |                |        |
| 2014年4月27日                                                      | 第7條路    | 0.61   | 3        |                |        |
| 2014年5月4日                                                       | 第8條路    | 0.63   | 3        |                |        |
| 2014年5月11日                                                      | 第9條路    | 0.57   | 4        |                |        |
| 2014年5月18日                                                      | 第10條路   | 0.69   | 3        |                |        |
| 2014年5月25日                                                      | 第11條路   | 0.70   | 3        |                |        |
| 2014年6月1日，因播出《2014HITO流行音樂獎頒獎典禮》，故暫停播出一次 |            |        |          |                |        |
| 2014年6月8日                                                       | 第12條路   | 0.66   | 3        |                |        |
| 2014年6月15日                                                      | 第13條路   | 0.48   | 4        | 0.82           |        |
| 2014年6月22日                                                      | 第14條路   | 0.51   | 4        | 0.71           |        |
| 2014年6月29日                                                      | 第15條路   | 0.52   | 3        | 0.72           |        |
| 2014年7月6日                                                       | 第16條路   | 0.61   | 2        | 0.80           | 完結篇 |
| 平均收視率                                                         | 平均收視率 | 0.57   |          |                |        |

- 同時段劇集：台視《回到愛以前》／《愛上兩個我》、中視《主君的太陽》／《勇敢說出我愛你》、民視《真愛配方》／《你照亮我星球》
- 資料來源：中時娛樂

## 製作團隊
- 出品人：游家宜、黃妍蕾、謝白雪
- 發行人：吳絡妮、湯雅欣
- 總監製：許淑華、安以靜
- 監製：唐天河、周書騰
- 行銷統籌：
  - 江詩詩、江一品（第1-14集）
  - 江詩詩（第15-16集）
- 執行監製：柯慈輝、王家文
- 音樂總監：洪敬堯
- 製作人：郭建宏、張曼娜、邱玉婷
- 編劇統籌：陳惠真、賴婉容、黃宣穎
- 協力編劇：馮勃棣、王雨晴、月彙、詹小米
- 編審：連凱鴻、藍文希、邵慧婷、王千賀
- 導演：林子平
- 企劃：林予晞、蔡菁怡
- 商務整合：黃瀞儀、張喜寧
- 藝人統籌：劉珈妍
- 藝人管理：洪源聰
- 公關宣傳：傅明雅、張馨文、郭婉婷、蘇鈺婷、陳怡如
- 新媒體企劃：蘇培瑜、林沁兒、張學穎
- 劇照：廖家啓
- 視覺包裝：郭司寰、呂鴻偉、詹瑋弘、林佳陽、陳俊融
- 花絮：陳均豪、吳雋湧
- 文字記錄：謝家恩
- 總策劃：黃裕昇
- 統籌：張東益、李錦容
- 企劃：郭彥伶
- 副導演：劉玲均
- 執行製作：李英
- 外聯執行：吳家哲
- 現場執行：葉至平
- 執行助理：程順
- 場記：朱詠婷
- 美術指導：王詩蕙
- 美術道具：徐藼、簡家鐃、符浩
- 攝影師：陳天賜、許紘源、孫全岑
- 跟焦手：鄭舜仁、徐肇勛
- 攝影助理：陳柏安、陳禹廷
- 燈光師：楊耀國、胡毓浩
- 燈光組：陳揚龍、羅捷、仲國禎、梁義洋、陳偉轟
- 場務：林建惠、李志祥、沈政坤
- 行政助理：劉心柔
- 服裝造型：陳志、林長廣、陳瑋婷
- 服裝管理：詹依依
- 梳化造型：羅諺宸（羅南）
- 化妝：黃美月
- 梳妝：張榕聿
- 梳化助理：陳姵文
- 剪接師：周育哲、鄧寰新、趙紘億
- 剪接助理：周婷瑄、劉遜
- 後製剪輯：彭睿穎
- 特效動畫：TVBS視覺創意組
- 片花剪接師：黃志偉
- 收音師：陳炫宇
- 收音組：呂漢傑、洪德智、高譽家
- 音效：政憲、李明哲、吳知穎、祝立群、陳彥听
- 配樂：蔡旻樺、魏利如
- 混音：政憲
- 平面攝影：梁忠儀
- 贊助單位：HTC
- 特別感謝：洪敬堯、無限願景音樂工作室
- 配樂製作：蘇倚恩
- 音樂提供：相信音樂
- 攝影器材：大米影視傳播有限公司
- 場務器材：永昇影視有限公司
- 調光：利達數位影音科技股份有限公司
- 片頭尾設計：林佳陽、陳俊融、詹瑋弘
- 製作公司：映畫傳播事業股份有限公司
- 著作公司：聯意製作股份有限公司

## 電視節目的變遷
- 官方网站－華視[永久]
- 互联网电影数据库（IMDb）上《A咖的路》的资料（英文）

| 中華民國 華視主頻 每週日 22:00 - 23:30              | 中華民國 華視主頻 每週日 22:00 - 23:30              | 中華民國 華視主頻 每週日 22:00 - 23:30 |
| --------------------------------------------------- | --------------------------------------------------- | -------------------------------------- |
|                                                     | A咖的路 （2014年3月16日－2014年7月6日）             |                                        |
| 我們的那首歌（重播） （2014年2月9日－2014年3月9日） | 後宮甄嬛傳（重播） （2014年7月13日－2014年12月7日） |                                        |

| 中華民國 TVBS歡樂台 每週六 21:00 - 22:30      | 中華民國 TVBS歡樂台 每週六 21:00 - 22:30  | 中華民國 TVBS歡樂台 每週六 21:00 - 22:30 |
| --------------------------------------------- | ----------------------------------------- | ---------------------------------------- |
|                                               | A咖的路 （2014年3月22日－2014年7月12日）  |                                          |
| 媽，親一下！ （2013年11月16日－2014年3月1日） | 16個夏天 （2014年7月19日－2014年11月1日） |                                          |

| 香港 無綫網絡電視華語劇台 星期日 13:00 - 14:30、16:30 - 18:00、20:00 - 21:30及23:30 - 01:00 · 10月16日 13:45 - 14:30、17:15 - 18:00及20:45 - 21:30 · 1月15日 13:00 - 13:45、16:30 - 17:15、20:00 - 20:45及23:30 - 00:15 | 香港 無綫網絡電視華語劇台 星期日 13:00 - 14:30、16:30 - 18:00、20:00 - 21:30及23:30 - 01:00 · 10月16日 13:45 - 14:30、17:15 - 18:00及20:45 - 21:30 · 1月15日 13:00 - 13:45、16:30 - 17:15、20:00 - 20:45及23:30 - 00:15 | 香港 無綫網絡電視華語劇台 星期日 13:00 - 14:30、16:30 - 18:00、20:00 - 21:30及23:30 - 01:00 · 10月16日 13:45 - 14:30、17:15 - 18:00及20:45 - 21:30 · 1月15日 13:00 - 13:45、16:30 - 17:15、20:00 - 20:45及23:30 - 00:15 |
| --- | --- | --- |
| | A咖的路 （2016年10月16日－2017年1月15日） | |
| 他看她的第2眼 （2016年6月26日－2016年10月16日） | 微時代 （2017年1月15日－2017年6月4日） | |

| 香港、 澳門、 菲律賓、 新加坡、 马来西亚、 印度尼西亞、 · TVBS-Asia 每週一至五 20:00 - 21:00 | 香港、 澳門、 菲律賓、 新加坡、 马来西亚、 印度尼西亞、 · TVBS-Asia 每週一至五 20:00 - 21:00 | 香港、 澳門、 菲律賓、 新加坡、 马来西亚、 印度尼西亞、 · TVBS-Asia 每週一至五 20:00 - 21:00 |
| -------------------------------------------------------------------------------------------- | -------------------------------------------------------------------------------------------- | -------------------------------------------------------------------------------------------- |
|                                                                                              | A咖的路 （2023年9月21日 -2023年10月26日）                                                    |                                                                                              |
| 唯一继承者 （2023年8月18日 - 2023年9月20日)                                                  | 天堂的微笑 (2023年10月27日 - 2023年12月）                                                    |                                                                                              |